# 克萊爾 (盧森堡王妃)
克萊爾王妃（德語：Prinzessin Claire Margareta von Luxemburg，婚前全名為克萊爾·瑪格麗塔·拉德马赫（Claire Margareta Lademacher），1985年3月21日—)，卢森堡王妃， 費利克斯王子的妻子。除了本身母語為德語，王妃會說流利的英語、法語及意大利語。

## 早年生活
王妃出生在一個富裕的德國家庭中，父親是一名富有的企業家和電訊公司LHS Telekommunikation的創辦人。她早年曾在美國生活。她其後分別在瑞士及巴黎留學。

## 婚姻及家庭
2012年她和卢森堡的费利克斯王子訂婚，並在2013年9月完婚。夫婦兩人在2014年6月15日迎來一名女兒：阿馬利婭（Amalia Gabriela Maria Teresa of Nassau）。2016年11月28日，他們的兒子利亞姆（Liam Henri Harmut）出生。